# Serrat del Creus
El Serrat del Creus és una muntanya de 458 metres que es troba al municipi de Foradada, a la comarca catalana de la Noguera.